# Khowai (Distrikt)
Der Distrikt Khowai ist ein Distrikt im indischen Bundesstaat Tripura. Verwaltungssitz ist die Stadt Bishramganj.

## Geografie
Der Distrikt Khowai liegt in der Westhälfte Tripuras an der Grenze zu Bangladesch. Die Fläche des Distrikts  beträgt 1377 Quadratkilometer. Nachbardistrikte sind die Distrikte Dhalai im Osten und Südosten, Gomati im Süden, Sipahijala im Südwesten und West Tripura im Westen. Im Norden grenzt der Distrikt an Indiens Nachbarstaat Bangladesch.

## Geschichte
Der Distrikt entstand bei der Neueinteilung der Verwaltungsgebiete Tripuras am 21. Januar 2012 aus den R.D. Blocks Kalyanpur, Khowai, Mungiakumi, Padmabil, Teliamura und Tulashikar sowie den Städten Khowai und Teliamura aus den östlichen Gebieten des bisherigen Distrikts West Tripura.

## Bevölkerung
Nach der Volkszählung 2011 hat der Distrikt Khowai 327.564 Einwohner. Bei 238 Einwohnern pro Quadratkilometer ist der Distrikt dicht besiedelt. Von den 327.564 Bewohnern wohnen 288.006 Personen (87,92 Prozent) in Landgemeinden und 39.558 Menschen in städtischen Gebieten.
Der Distrikt Khowai gehört zu den Gebieten Indiens, in denen zahlreiche Angehörige der „Stammesbevölkerung“ (scheduled tribes) siedeln. Zu ihnen gehörten (2011) 139.537 Personen (42,60 Prozent der Distriktsbevölkerung). Zu den Dalit (scheduled castes) gehörten 2011 63.062 Menschen (19,25 Prozent der Distriktsbevölkerung).

### Bevölkerungsentwicklung
Wie überall in Indien wächst die Einwohnerzahl im Distrikt Khowai seit Jahrzehnten stark an. Die indische Volkszählung 2001 ermittelte eine Einwohnerzahl von 293.602 Personen. Die Zunahme betrug in den Jahren 2001–2011 beinahe 12 Prozent (11,57 %). In diesen zehn Jahren nahm die Bevölkerung um rund 34.000 Menschen zu.

### Bedeutende Orte
Im Distrikt gibt es mit dem Distrikthauptort Khowai und Teliamura zwei städtische Siedlungen.

### Bevölkerung des Distrikts nach Geschlecht
Von den 327.564 Bewohnern waren 167.401 (51,10 Prozent) männlichen und 160.163 weiblichen Geschlechts. Dies ist typisch für Indien, wo normalerweise ein deutliches Mehr an Männern vorherrscht.

### Bevölkerung des Distrikts nach Sprachen
Eine knappe Mehrheit der Bevölkerung spricht Bengali als Muttersprache. In den Städten sind es sogar über 90 Prozent. Daneben sprechen beinahe 40 Prozent der Distriktsbevölkerung  die Tripurasprache Kokborok. Zusammengenommen reden also rund neun von zehn Einwohnern eine der beiden Sprachen. Die folgende Tabelle zeigt die Sprachverhältnisse im Jahr 2011 auf:
| Jahr                                   | Bengali | Bengali | Kokborok | Kokborok | Odia | Odia | Hindi | Hindi | Munda | Munda | Manipuri | Manipuri | Andere Sprachen | Andere Sprachen | Total   | Total    |
| Jahr                                   | Zahl    | %       | Zahl     | %        | Zahl | %    | Zahl  | %     | Zahl  | %     | Zahl     | %        | Zahl            | %               | Zahl    | %        |
| -------------------------------------- | ------- | ------- | -------- | -------- | ---- | ---- | ----- | ----- | ----- | ----- | -------- | -------- | --------------- | --------------- | ------- | -------- |
| 2011                                   | 168.426 | 51,41   | 129.271  | 39,46    | 7414 | 2,26 | 3713  | 1,13  | 3379  | 1,03  | 1707     | 0,52     | 13.654          | 4,17            | 327.564 | 100,00 % |
| Quelle: Ergebnis der Volkszählung 2011 |         |         |          |          |      |      |       |       |       |       |          |          |                 |                 |         |          |

### Bevölkerung des Distrikts nach Bekenntnissen
Die Bewohner bekennen sich fast gänzlich zum Hinduismus. Zu ihrem Anhang gehört die Mehrheit der bengalisch- und hindisprachigen Personen. Eine kleine Minderheit unter den Bengalen bekennt sich zum Islam. Die Christen gehören mehrheitlich zu den «scheduled tribes» (Stammesbevölkerung) und den Dalit (auch „Unberührbare“, Kastenlose). Die genaue religiöse Zusammensetzung der Bevölkerung zeigt folgende Tabelle:
| Jahr                                   | Buddhisten | Buddhisten | Christen | Christen | Hindus  | Hindus | Jainas | Jainas | Muslime | Muslime | Sikhs | Sikhs | Andere | Andere | keine Angaben | keine Angaben | Total   | Total    |
| Jahr                                   | Zahl       | %          | Zahl     | %        | Zahl    | %      | Zahl   | %      | Zahl    | %       | Zahl  | %     | Zahl   | %      | Zahl          | %             | Zahl    | %        |
| -------------------------------------- | ---------- | ---------- | -------- | -------- | ------- | ------ | ------ | ------ | ------- | ------- | ----- | ----- | ------ | ------ | ------------- | ------------- | ------- | -------- |
| 2011                                   | 504        | 0,15       | 11.669   | 3,56     | 312.338 | 95,35  | 38     | 0,01   | 2333    | 0,71    | 140   | 0,04  | 176    | 0,05   | 366           | 0,11          | 327.564 | 100,00 % |
| Quelle: Ergebnis der Volkszählung 2011 |            |            |          |          |         |        |        |        |         |         |       |       |        |        |               |               |         |          |

## Bildung
Das Ziel der vollständigen Alphabetisierung ist in Reichweite. Von den 288.905 Personen in einem Alter von sieben Jahren und mehr können 253.591 (87,78 Prozent) lesen und schreiben. Die Alphabetisierung liegt weit über dem indischen Schnitt.

## Verwaltung
Der neue Distrikt hat mit Khowai und Teliamura zwei Sub-Divisions (Unterbezirke). Diese sind in sechs R.D. Blocks und zwei Municipal Councils (Stadtversammlungen) aufgeteilt. Die Sub-Division Khowai besteht aus den R.D. Blocks Khowai, Padmabil und Tulasikhar und dem Stadtversammlung Khowai, die Sub-Division Teliamura besteht aus den R.D. Blocks Kalyanpur, Mungiakumi und Teliamura sowie der Stadtversammlung Teliamura.